# Marée stellaire
Marée stellaire (titre original : Startide Rising) est un roman de science-fiction de David Brin publié en 1983. C’est le deuxième roman se déroulant dans l’univers du cycle de l'Élévation.
Le roman est le deuxième volet de la première trilogie du cycle de l’Élévation (Uplift series en anglais) amorcé en 1980 avec Jusqu'au cœur du soleil. Répondant aux doubles critères du space opera et du planet opera, il se compose d’un prologue, de dix parties subdivisées en chapitres non numérotés et d’un très bref épilogue poétique. 
Chaque chapitre du roman opère un changement de point de vue dans le récit, donnant la parole soit aux humains, soit aux néo-dauphins, soit aux extraterrestres, ce qui permet à l’auteur de diviser le récit en plusieurs récits secondaires. David Brin a par ailleurs augmenté son roman d’un appendice clarifiant certains points de détails concernant le langage et les noms des dauphins dans le roman et d’un glossaire et liste des personnages.

## Résumé
- Le Streaker

Le Streaker est le premier vaisseau terrien placé sous commandement néo-delphinien. Son espace de commandement est une sphère remplie d’eau permettant aux néo-dauphins du bord d’y évoluer aisément. Le personnel humain y évolue quant à lui en combinaison de plongée. Seule la partie centrale du vaisseau est sèche et normalement habitable par des humains. L’équipage est formé de sept humains, d’un néo-chimpanzé et de 142 néo-dauphins qui sont soit des membres d’équipage, soit des civils en mission scientifique,.
Le professeur Metz, un humain, est plus particulièrement chargé d’étudier les réactions de l’équipage néo-delphinien et d’observer leurs réactions face au stress lié à cette mission dans l’espace. Dans le plus grand secret, il a également mêlé à l’équipage des dauphins expérimentaux, certains Stenos, dont l’un comportant des gènes d’orque (K'tha-Jon).
- Mission du Streaker

La mission du Streaker, une simple vérification de données de la Bibliothèque, prend soudain une tournure inattendue lorsque le vaisseau découvre toute une flotte abandonnée de 50 000 vaisseaux grands comme des lunes et qui semblent avoir appartenu à une race inconnue, sans doute éteinte depuis des millions d'années. Après une brève exploration de l’un des vaisseaux abandonnés, quelques membres de l’équipage réussissent à ramener à bord du Streaker un alien momifié.
Lorsque les autres races de l’univers interceptent le message qu’envoie le Streaker au centre de commandement de la Terre pour lui faire part de son étonnante découverte, c’est une véritable course-poursuite qui s’organise. Les extraterrestres de toute la galaxie, persuadés que ce cimetière est celui des Progéniteurs (l'espèce mythique qui aurait établi les premiers principes de l’Élévation et créé la Bibliothèque) se mettent à la recherche du vaisseau terrien pour soutirer à son équipage les coordonnées exactes des vaisseaux abandonnés.
- Planète Kithrup

Endommagé par des tirs ennemis, le Streaker amerrit sur une planète-océan dénommée Kithrup, située à l’écart des voies interstellaires les plus fréquentées. Le vaisseau repose au fond du vaste océan de la planète Kithrup et l’équipage s’active aux travaux de réparation.
La planète est faite d’un vaste océan peuplé d’algues tueuses et de poissons divers. Seuls quelques îlots métalliques en émergent, habités par de petites créatures amphibies et précognitives, les Kikwis. Les failles telluriques de la planète abritent également une race considérée comme éteinte depuis bien longtemps : les Karrank%.
- Stratégies et trahisons

L’équipage du Streaker doit trouver une solution à une situation délicate : sortir vivant du piège de la planète Kithrup, autour de laquelle des flottes galactiques ennemies se combattent pour le privilège de capturer les terriens.
Deux stratégies s’affrontent au sein de l’équipage :
- s’échapper en utilisant la ruse du “Cheval marin de Troie”, option proposée par Tom Orley et défendue par Creideiki, le capitaine du Streaker ;
- ou se rendre en négociant les coordonnées de la flotte perdue, option proposée et défendue par le professeur Metz et Takkata-Jim, second du vaisseau.

Alors qu’une partie de l’équipage s’affaire autour de la coque d’un vaisseau thenannin naufragé sur Kithrup pour y camoufler le Streaker (utilisant la technique antique du Cheval de Troie), le professeur Metz et Takkata-Jim ourdissent une mutinerie. K'tha Jon sabote une bouée de transmission qui blesse gravement le capitaine Creideiki.
Finalement, la ruse du Streaker caché dans la coque du vaisseau thenannin fonctionne et la plus grande partie de l’équipage réussit à échapper à ses poursuivants. Takkata-Jim contribue involontairement à ce succès. Après avoir fait tuer Metz par les derniers Steno sous ses ordres et abandonné ceux-ci sur Kithrup, il décolle avec la chaloupe en espérant pouvoir négocier avec les Galactiques. Mais Gilian Baskin, capitaine par intérim, a fait pirater les systèmes de sa "chaloupe", qui ouvre automatiquement le feu sur les vaisseaux galactiques. Takkata-Jim tente alors de fuir leurs flottes le plus longtemps possible, entraînant dans son sillage les vaisseaux Tandus et Soros. La chaloupe est finalement détruite, mais le Streaker a déjà quitté la planète. 
Il ne reste alors à la surface que le canot dirigé par la néo-dauphine Hikahi assistée du pilote Keepiru et accompagnée de Creideiki, Sah'ot, Dennie Sudman, Toshio et du Prof. Charles Dart. Lors du décollage du canot, Keepiru repère Tom Orley resté jusqu'alors isolé, mais bien décidé à survivre. 
La mission du Streaker aura coûté la vie à vingt-deux membres de l'expédition, dont huit au moment de l'exploration de la flotte abandonnée et quatorze après l'amerrissage sur Kithrup, parmi lesquels notamment le professeur Metz, le commandant en second Takkata-Jim, Akki et K'tha Jon.

## Personnages principaux
Les personnages suivants sont regroupés par communautés et classés par ordre alphabétique :

### Équipage du Streaker

#### Sept humains
- Gillian Baskin, médecin et agent conseil de la Terragens, femme de Tom Orley, amie de Jacob Demwa (personnage principal de Jusqu'au cœur du soleil) ;
- Emerson d’Anite, technicien ;
- Toshio Iwashika, jeune midship ;
- Ignacio Metz, généticien, expert en Élévation ;
- Thomas Orley, agent du conseil de Terragens, expert-conseil en technologies étrangères, ami de Jacob Demwa (personnage principal de Jusqu’au cœur du soleil) ;
- Dennie Sudman, exobiologiste ;
- Hannes Suessi, mécanicien de bord ;

#### Un néo-chimpanzé
- Charles Dart, Charlie, planétologiste ;

#### 142 néo-dauphins, dont
- Akki, midship et ami de Toshio depuis leur jeunesse sur la planète Califia ;
- Brookida, métallurgiste;
- Creideiki, commandant de bord, ancien second d’Hélène Alvarez (voir Jusqu'au cœur du soleil) ;
- Hikahi, officier de troisième rang ;
- Keepiru, premier pilote ;
- K'tha-Jon, néo-dauphin mâtiné génétiquement de Steno et d’orque (expérience de Ignacio Metz), bosco (maître d'équipage) ;
- Makanee, médecin de bord et collègue proche de Gillian;
- Moki, Steno ;
- Sah’ot, ethnolinguiste et interprète civil ;
- Takkata-Jim, officier en second ;
- Tsh’t, officier de quatrième rang ;
- Wattaceti, sous-officier ;

#### Également à bord du Streaker (hors équipage)
- Machine Niss, ordinateur tymbrimi doté d'une personnalité propre et confiée à Tom Orley ;
- Herbie, surnom donné à la momie alien non identifiée, trouvée sur l’un des vaisseaux de la flotte abandonnée.

### Dieux des dauphins
- Nukapaï, ancienne déesse des dauphins ;
- K-K-Kph-kree, ancien dieu des dauphins, à l'apparence d'un cachalot gigantesque ;

### Équipages des flottes galactiques

#### Soros et races clientes
- Krat, amirale de la flotte de guerre soro ;
- Pitril, commodore ;
- Cubber-cabub, tacticien pila ;

#### Synthiains
- Beie Chohooan, espionne ;

#### Thennanins
- Buoult, officier ;

## Commentaires

### Liens inter-races
David Brin met en place dans son univers des liens relationnels qui dépassent les notions de races et d’espèces. Ainsi, les liens d’amitié forts entre néo-dauphins et humains ne sont pas rares au fil du récit. L’auteur va même jusqu’à imaginer un néo-dauphin qui ressent une attirance sexuelle pour une femme humaine et procédant à des manœuvres de séduction caractéristiques de son espèce.

### Civilisation et instinct
Au cours du récit, David Brin décrit chez ses néo-dauphins un conflit fondamental entre des atavismes instinctifs et le nouveau profil comportemental des néo-dauphins civilisés. L’accident cérébral du capitaine Creideiki, par exemple, permet à l’auteur d’envisager la possibilité d’un autre univers mental. Alors même que le dauphin blessé ne retrouve pas l’usage de la parole, la perception d’un nouveau monde ancien et primitif s’ouvre à lui, dans lequel apparaît l’un des anciens dieux des dauphins comme métaphore du lien fondamental qui unit l’animal sauvage et l’univers. Dans la même perspective, c’est grâce à un réflexe atavique — chercher refuge dans les arbres —, que le néo-chimpanzé Charles Dart sauve sa vie, même si ce personnage avoue ensuite sa honte devant ce comportement-réflexe qu’il juge lui-même comme “régressif”. David Brin soumet à la réflexion du lecteur une notion de progrès appliquée à des animaux dont le rapport au monde s’en trouve soudain radicalement transformé. Ce qui a été gagné du point de vue du progrès technique et génétique induit la perte de toute relation instinctive au monde.
Tom Orley et Gillian Baskin possèdent également des talents psychiques qui leur permettent de communiquer par “télépathie”. De plus Tom “entrevoit” les événements à venir sur Garth (dans le 3e livre Élévation).

### Clins d’œil
David Brin fait un clin d’œil à la littérature de fantasy en inventant une race extra-terrestre, les Tymbrimis, qui adore les romans fantastiques qui regorgent de dragons, d’ogres et de pouvoirs magiques. Autre clin d’œil, mais au genre de la science-fiction cette fois, l’auteur fait dire à Gillian Baskin que les Extra-terrestres qu’elle rencontre dans le roman sont en réalité beaucoup plus cruels que tout ce que la littérature de science-fiction avait pu inventer jusque-là dans ce domaine.

## Place dans le cycle de l’Élévation
- Jusqu'au cœur du soleil
- Marée stellaire
- Élévation
- Rédemption

## Prix littéraires
Marée stellaire a reçu le :
- Prix Nebula du meilleur roman 1983 ;
- Prix Hugo du meilleur roman 1984 ;
- Prix Locus du meilleur roman de science-fiction 1984.

## Classique de la science-fiction
Ce roman est considéré comme un grand classique de la science-fiction dans l’ouvrage de référence suivant :
- Stan Barets, Le science-fictionnaire, Denoël, coll. Présence du futur, 1994.

## Éditions françaises
- David Brin, Marée stellaire, traduit de l’américain par Gérard Lebec, Éditions J'ai lu, no 1981, 1986,  (ISBN 2-277-21981-9) (BNF 34866814) (Rééditions dans la même collection en 1987, 1990, 1994, 1995, 2000  (ISBN 2-290-30815-3)).